# Lawton (Oklahoma)
Lawton (en pawnee Raaríhtaaruʾ) és la cinquena ciutat més poblada d'Oklahoma. Segons el cens del 2000 tenia 92.757 habitants.

## Demografia
Segons el cens del 2000, Lawton tenia 92.757 habitants, 31.778 habitatges, i 22.530 famílies. La densitat de població era de 476,6 habitants per km².
Dels 31.778 habitatges en un 39,6% hi vivien nens de menys de 18 anys, en un 51,7% hi vivien parelles casades, en un 15,3% dones solteres, i en un 29,1% no eren unitats familiars. En el 24,6% dels habitatges hi vivien persones soles el 7,8% de les quals corresponia a persones de 65 anys o més que vivien soles. El nombre mitjà de persones vivint en cada habitatge era de 2,61 i el nombre mitjà de persones que vivien en cada família era de 3,12.
Per edats la població es repartia de la següent manera: un 27,8% tenia menys de 18 anys, un 15,3% entre 18 i 24, un 31,4% entre 25 i 44, un 16,3% de 45 a 60 i un 9,3% 65 anys o més.
L'edat mediana era de 29 anys. Per cada 100 dones de 18 o més anys hi havia 110,7 homes.
La renda mediana per habitatge era de 32.521$ i la renda mediana per família de 37.831$. Els homes tenien una renda mediana de 27.573$ mentre que les dones 21.623$. La renda per capita de la població era de 15.397$. Entorn del 14,2% de les famílies i el 16,3% de la població estaven per davall del llindar de pobresa.

## Poblacions properes
El següent diagrama mostra les poblacions més properes.